# アミノプロピオニトリル
3-アミノプロピオニトリル（英: Aminopropionitrile）は、アミノ基とシアノ基からなる有機化合物であり、2-シアノエチルアミンとも呼ばれる。

## 生成
アミノプロピオニトリルは、アンモニアとアクリロニトリルから調製することができる。天然には、スイートピーの種子に含まれる。

## 用途と安全性
獣医学の分野で、疾患修飾性抗リウマチ薬 (Disease-modifying antirheumatic drug) として使われる。
前述の通りスイートピーに含まれ、多食するとヒトでは神経ラチリズム (Neurolathyrism) 、家畜では骨性ラチリズム (Osteolathyrism) を引き起こすことがある。
日本の消防法では危険物第4類第二石油類、毒物及び劇物取締法では劇物に区分される。